# Магжанський сільський округ
Магжа́нський сільський округ (каз. Мағжан ауылдық округі, рос. Магжанский сельский округ) — адміністративна одиниця у складі району Магжана Жумабаєва Північноказахстанської області Казахстану. Адміністративний центр — село Жастар.
Населення — 410 осіб (2021; 660 у 2009, 1151 у 1999, 1667 у 1989).
Станом на 1989 рік існувала Молодіжна сільська рада (села Молодіжне, Саритомар). До 2018 року сільський округ називався Молодіжним.

## Склад
До складу округу входять такі населені пункти:
| Населений пункт | Старі назви | Населення, осіб (1989) | Населення, осіб (1999) | Населення, осіб (2009) | Населення, осіб (2021) |
| --------------- | ----------- | ---------------------- | ---------------------- | ---------------------- | ---------------------- |
| Жастар, село    | Молодіжне   | 1208                   | 735                    | 381                    | 194                    |
| Саритомар, село | -           | 459                    | 416                    | 279                    | 216                    |